# Julie Molnar
Julie Kjær Molnar (14 de julio de 1993) es una deportista noruega que compite en curling. Ganó una medalla de oro en el Campeonato Mundial de Curling Mixto de 2015.

## Palmarés internacional
| Campeonato Mundial Mixto | Campeonato Mundial Mixto | Campeonato Mundial Mixto | Campeonato Mundial Mixto |
| Año                      | Lugar                    | Medalla                  | Prueba                   |
| ------------------------ | ------------------------ | ------------------------ | ------------------------ |
| 2015                     | Berna (Suiza)            | Medalla de oro           | Mixto                    |